# Robert Monroe
Robert Allen Monroe, manchmal auch Bob Monroe (* 30. Oktober 1915; † 17. März 1995), war ein US-amerikanischer Geschäftsmann, Autor und Programmdirektor beim Rundfunk und der Gründer des parapsychologischen Monroe-Instituts.

## Leben
Robert A. Monroe stammte aus einer Akademikerfamilie, seine Mutter war Ärztin. Er studierte Elektrotechnik und erlangte ein Ingenieursdiplom der Ohio State University. Er gründete die Musikproduktionsfirma RAM Enterprises und besaß Radiostationen und eine TV-Kabelgesellschaft.
Nach eigener Darstellung hatte er 1958 ein Erlebnis, das er als außerkörperliche Erfahrung einstufte. In drei Büchern schildert er Vorgänge, bei denen es sich um außerkörperliche Erlebnisse handeln soll. Er entwickelte die sogenannte Hemi-Sync-Methode, die angeblich die zielgerichtete Erzeugung verschiedener Bewusstseinszustände ermöglicht und außerkörperliche Erfahrungen begünstigt.
1974 gründete er in Faber im US-Bundesstaat Virginia das Monroe Institut. Dort hielt er Vorträge und leitete Kurse, die es anderen Menschen ermöglichen sollten, die von ihm behaupteten außerkörperlichen Erfahrungen zu teilen, vor allem unter Verwendung des Hemi-Sync-Verfahrens.
Auch nach seinem Tod und dem seiner Frau, Nancy Penn Monroe, existiert das Institut weiter.

## Bücher
- Journeys Out of the Body. London 1973; Anchor, Garden City 1977, ISBN 0-385-00861-9.
Deutsch: Der Mann mit den zwei Leben – Reisen außerhalb des Körpers. Droemersche Verlagsanstalt Knaur, München 1986, ISBN 3-426-04150-2.
- Far Journeys. Doubleday, New York 1985, ISBN 0-385-23182-2.
Deutsch: Der zweite Körper – Expedition jenseits der Schwelle. Heyne, München 2007, ISBN 3-453-70061-9.
- The Ultimate Journey. Doubleday, New York 1996, ISBN 0-385-47208-0.
Deutsch: Über die Schwelle des Irdischen hinaus. Heyne, München 2006, ISBN 3-453-70046-5. (¹ 2. Aufl., S. 255)